# Râul Valea Mare, Pogăniș
Râul Valea Mare este un afluent al râului Pogăniș. 

## Hărți
- Harta Județului Caraș-Severin